# Spia poeta
La spia poeta (The Rhyming Man) è un personaggio immaginario dei fumetti Disney, creato dagli autori statunitensi Bill Walsh e Floyd Gottfredson nel 1948 per le strisce a fumetti quotidiane pubblicate sui giornali dal 30 aprile al 9 ottobre di quell'anno.

## Storia
Il personaggio appare per la prima volta nella storia del 1948 Eta Beta e la spia poeta del duo Walsh-Gottfredson, pubblicata in Italia solo nel 1950 sui numeri 12, 13, 14 e 15 di Topolino.
Fin dalla sua prima apparizione la spia presenta un linguaggio tipicamente in rima, che conserverà sempre.
Poiché alla fine della sua prima storia sembra che la spia poeta sia morta, ci vorranno anni prima che il personaggio venga ripreso, questa volta in Italia: nel 1994 gli autori Claudio Goresi (di cui questa è l'unica storia realizzata) e Sergio Asteriti pubblicano, sul n. 2031 di Topolino del 1º novembre di quell'anno, la storia Topolino e il ritorno della spia poeta, nella quale il personaggio disneyano abbandona il suo ruolo di malvagio antagonista di Topolino per vestire i panni di criminale pentito delle sue azioni passate, chiedendo addirittura allo stesso Topolino di aiutarlo a trovare un'occupazione onesta.
Il personaggio si riapproprierà della sua aura malvagia e tenebrosa in una storia successiva,  Topolino e il mondo che verrà, realizzata da Casty e pubblicata sui numeri 2721, 2722, 2723 e 2724 di Topolino, nel 2008. Anche qui la sua fine viene lasciata in sospeso: dopo una caduta da un dirigibile, la spia poeta finisce in mare aperto. Topolino lo crede morto ma la spia riesce comunque a tenersi su un'asse.
Il personaggio viene riproposto nel numero 3032, in una storia scritta da Jacopo Cirillo ed illustrata da Carlo Limido, e nei numeri 3455 e 3456.